# 베스트웨스턴
베스트웨스턴(Best Western)은 미국 애리조나주 피닉스에 본사가 있는 다국적 호텔 체인이다.

## 개요

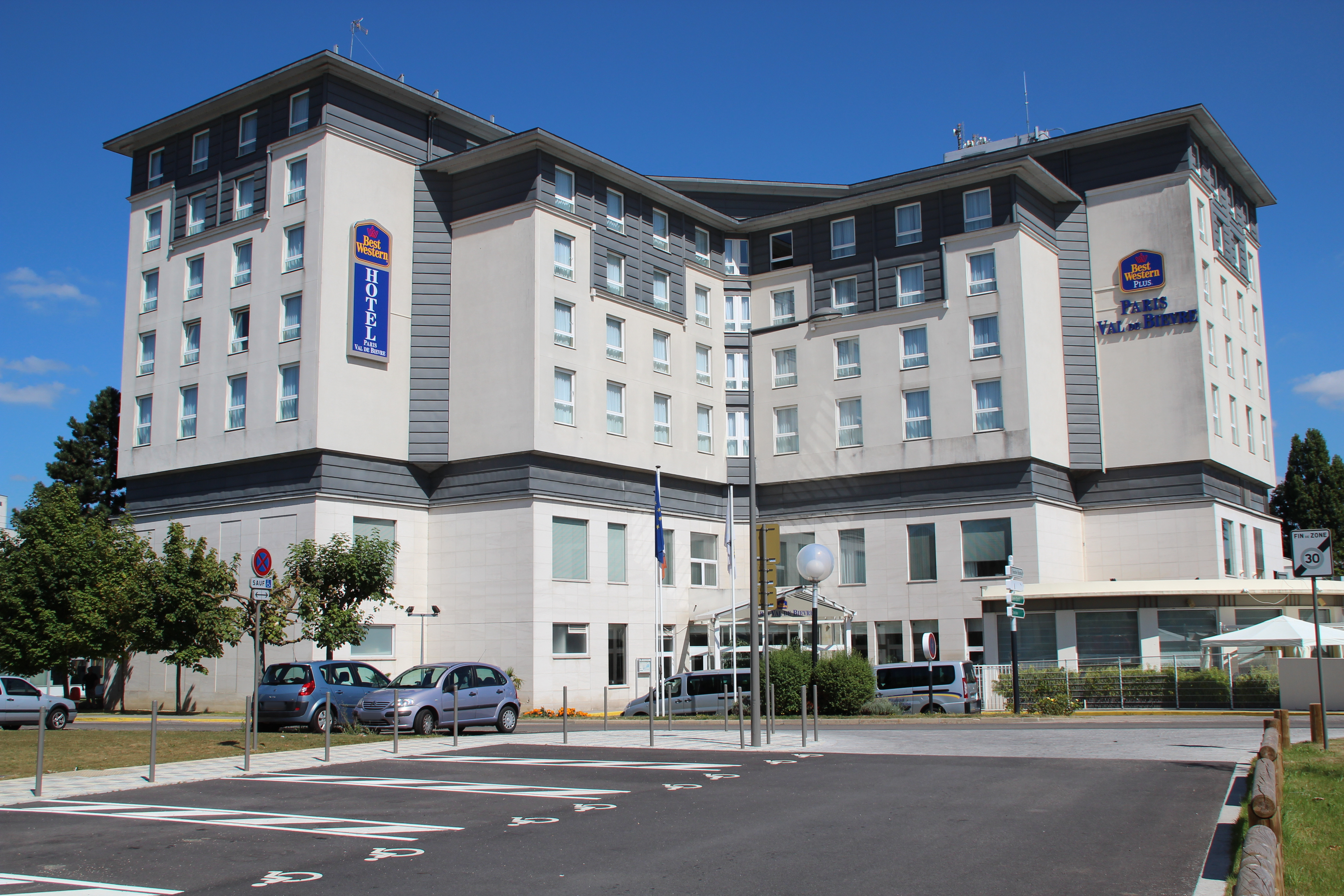
프랑스 파리에 있는 베스트웨스턴 호텔

1946년 미국 캘리포니아주에서 처음 사업을 시작하였으며, 현재 전 세계 4,195개의 호텔을 보유하고 있다.